# Сухітпангфаа
Сухітпангфаа або Гаурінатх Сінгха (асам.: স্বৰ্গদেউ গৌৰীনাথ সিংহ) — цар Ахому. Він втратив свою столицю, Рангпур, під час повстання моаморів, тому йому доводилось стояти табором у районах Нагаоні та Ґувахаті, після чого повстання придушив британський капітан Велш. Зрештою Сухітпангфаа зробив своєю столицею Джорхат.